# 21cm Mrs 10
21 cm Mrs 10（21 cm Mörser 10）は、ドイツ帝国が1910年に制式採用した重臼砲である。第一次世界大戦で使用されたが、大戦中に設計されたより長砲身の21cm Mrs 16に更新されて退役した。
一般的に榴弾砲に分類されることが多いが、ドイツ語の名称が示すとおりドイツ軍ではMörser（臼砲）に分類されていた。